# Memories (chanson d'Elvis Presley)
Pour les articles homonymes, voir Memories.
Singles de Elvis Presley
If I Can Dream
(1968) How Great Thou Art
(1969)
Clip vidéo
Elvis Presley — Memories (avec le Royal Philharmonic Orchestra, 2016) (audio)
Memories est une chanson d'Elvis Presley, sortie en single sur le label RCA Victor en 1968.

## Composition
La chanson a été originellement enregistrée par Elvis Presley.
Elle a été écrite par Billy Strange et Mac Davis pour que Elvis Presley la chante pendant l'émission Elvis' 68 Comeback Special (émission de concert) qui allait être diffusé sur la chaîne américaine NBC le 3 décembre 1968.
Enregistrée par Elvis le 24 juin 1968, elle sort en single le 22 novembre de la même année, onze jours avant l'émission télévisée. (La chanson a été enregistrée en direct pour l'émission, mais le single et l'album Elvis NBC-TV Special contiennent une version studio.)